# بایوژن
بایوژن (انگلیسی: Biogen) شرکت داروسازی آمریکایی است، که در زمینه تولید انواع داروها، محصولات بیوتکنولوژی، داروهای شیمیایی و انواع پیش‌داروها فعالیت می‌نماید.
شرکت بایوژن در سال ۱۹۸۷ توسط فیلیپ آلن شارپ، کنت مورای، چارلز وایزمن و والتر گیلبرت در شهر ژنو راه‌اندازی شد. در سال ۲۰۰۳ این شرکت با شرکت آمریکایی آی‌دی‌ئی‌سی ادغام گردید. در سال ۲۰۱۵ بایوژن اقدام به خریداری شرکت دارویی کانورجنس به ارزش ۶۷۵ میلیون دلار نمود.
دفتر مرکزی این شرکت در شهر کمبریج، ماساچوست، ایالات متحده آمریکا قرار دارد و سهام آن در بازار بورس نزدک معامله می‌شود و جزئی از شاخص اس اند پی ۵۰۰ و نزدک-۱۰۰ بشمار می‌آید.